# Alfred Marshall
Alfred Marshall (London, 1842. július 26. – Cambridge, 1924. július 12.) brit közgazdász, a közgazdaságtan egyik alapító atyja.

## Élete
Londonban született egy bankpénztáros fiaként. 19 évesen kezdte meg matematikai tanulmányait a Cambridge-i St. John kollégiumban. 1865-ben végezte el az egyetemet. 1867-ben belépett a Grote-Klub, értelmiségi körbe. Marshall figyelmet keltett grafikus ábrázolásaival (keresleti görbe, kínálati görbe). 1868-ban Cambridge-ben az Erkölcstudományi Tanszéken docensi állást kapott.
1877-ben feleségül vette tanítványát, Mary Paley-t. 1877-től Bristoli Egyetem professzora, majd vezetője. 1880-ban hivataláról lemondott vesebetegsége miatt.
1883-ban az oxfordi Balliol College politikai gazdaságtan docense lett. 1885-től a Cambridge-i Egyetem professzora lett. 1890-ben megalkotta a Közgazdaságtan alapelvei (Principles of Economics) című művét, mely a közgazdaságtan alapműve volt. 1890-ben létrehozta a Királyi Közgazdasági Társaságot (Royal Economic Society). 1903-ban Cambridge elsőként állította fel a közgazdaságtudományi kart.
Marshall fő művében Adam Smith, David Ricardo és John Stuart Mill nevével fémjelzett klasszikus hagyományból indul ki. Az ár- és értékelméleten kívül foglalkozott a növekedés, és az elosztás problémakörével. Az áralakulás magyarázatába a keresleti oldalt és a kínálati oldalt is bekapcsolta és kidolgozta a használati érték és a csereérték integrált koncepcióját. Megalkotta a keresletnek a határhaszon-elemzésen és a termelésnek a határtermelékenységen alapuló, egymással kölcsönösen összefüggő elméletét, melyhez a fogyasztóknak a hasznosság-, a termelőknek a profitmaximalizálására való törekvéséből indult ki. A realista elemzés feltételrendszerét a különböző időtávok bevezetésével teremtette meg. Új fogalmakat alkotott, mint a belső és külső gazdaságosság, a kereslet árrugalmassága. Legjelentősebb tanítványa John Maynard Keynes.
1908-ban vonult nyugdíjba, de továbbra is jelentek meg írásai. 1919-ben megjelent könyve az Ipar és kereskedelem (Industry and Trade) címmel, melyben elemezte az ipari fejlődést és annak kihatásait a munkára és az életre. 1923-ban Pénz, hitel, kereskedelem címen (Money, Credit and Commerce) összefoglalta nézeteit a konjunktúraelméletről és a külgazdaságról. William Stanley Jevons, Carl Menger és Léon Walras mellett őt tartják a neoklasszikus közgazdaságtan legfontosabb képviselőjének.

## Közgazdasági nézetei

### Hozzájárulása az árelmélethez
Marshall a szubjektív közgazdaságtan alapvetése – mely szerint a gazdálkodó egyén célja szükségleteinek maximálása – kapcsán a csökkenő élvezet elvének érvényesüléséhez fűzte hozzá, hogy „A szükségletek változatossága végtelen, de minden egyes szükséglet számára van egy határ.”  S az elmélet szerint az adott szükségletet kielégítő jószágkészlet utolsó egysége értékelődik ezen a határon a fogyasztó szubjektív értékítélete alapján, amely számára a határhaszon. Példán illusztrálva: Ha X nagyságú szükségletből a fogyasztó kevesebbet, csak Y nagysághoz tud hozzájutni, akkor hajlandó az Y nagysághoz tartozó fogyasztási egységeket magasabbra értékelni, mintha a teljes X nagyságú szükségletét ki tudná elégíteni. 
Tekintve, hogy piaci körülmények között a szükségletek kielégítése csere útján történik Marshall szerint a kezdeti cserearánytól független megoldás csak akkor lehetséges, ha az egyik jószág határhasznát állandónak vesszük, akár áruk egymással, akár árunak pénzre történő cseréjéről van szó. Így Marshall keresleti függvényében X jószág kereslete annak árától és a fogyasztó jövedelmétől függ.
A határhaszon elmélet képviselői, így Marshall is, a pénz határhasznán a pénzjövedelem utolsó egységén vásárolható javak hasznát értik. A vásárló, amikor pénzt ad ki, akkor hasznosságot áldoz fel és a kielégített szükségletével hasznosságot nyer. A vétel határán a feláldozott és a nyert hasznosságnak meg kell egyeznie. Ez akkor következik be, amikor az utolsó pénzegységen vásárolt bármilyen szükséglet hasznossága megegyezik a pénz feláldozott hasznosságával. (A pénz határhasznának kiegyenlítődésének elvét fogalmazta meg Gossen II. törvénye.) Marshallnál ez az egyezőség a szükséglet hasznosságának és a szükséglet ára és a pénz határhaszna szorzatának egyenlőségekor jön létre.
Ugyanakkor az egyezőséghez feltétel a pénz határhasznának állandósága, ami Marshall szerint csak akkor áll fenn, ha a fogyasztó a szóban forgó szükséglet kielégítésére jövedelmének csak töredékét költi, így az ár változása legalábbis bizonyos tartományon belül azt elhanyagolható mértékben érinti.
Marshall keresleti függvényében (a szükséglet határhaszna = a szükséglet ára szorozva a pénz határhasznával) a szükséglet ára a függő változó. Vagyis valamely szükséglet keresleti ára az az ár, amelyen a piac éppen a szóban forgó mennyiséget hajlandó felvenni. A piacra hozott jószágok mennyiségének növekedésével a keresleti ár csökken, mert a jószág határhaszna csökken, s ebben nyilvánul meg a csökkenő élvezet törvénye. 
Marshall nevéhez fűződik a kereslet árrugalmasságának első megfogalmazása, amely szerint az az ár és a mennyiség százalékos változásának a hányadosa. Marshall ugyanakkor arra is rámutatott, hogy ez ugyanannak az árunak bizonyos árváltozásánál fogyasztó rétegenként a vagyoni helyzet és a jövedelem nagysága szerinti eltérő lehet. Ellenben társadalmi helyzettől függetlenül minden egyes árura és azok vevőire igaz az a megállapítás, hogy az árszínvonallal a kereslet rugalmassága változik. Magas árnál a kereslet rugalmassága nagyobb, mint alacsonyabb árnál. S fokozatosan eltűnik, amely árnál bekövetkezik a szükséglet telítettsége. Megfordítva a megállapítást: az ár növekedésével a kereslet rugalmassága emelkedik.
Mint fent említettük, Marshall a pénz határhasznát állandónak feltételezte, mert el kellett tekintenie attól, hogy a vizsgált jószág árának csökkenése más javak keresletében is változást okoz. Ő tehát a használati értékek közötti kapcsolatot kizárta a modelljéből, s csupán egy jószág piacán vizsgálta az áralakulást.

### Hozzájárulása a határtermelékenységi elmélethez
A határhaszon elmélet képviselő a termelési költségeket is a termék értékétől tették függővé, de Marshall bírálta ezt az álláspontot. Ő tiltakozott a termelési költségeknek élvezetérzetekben történő feloldása és a szükségletekből történő egyoldalú kiindulás ellen a közgazdaságtanban. Úgy érvelt, hogy az emberi tevékenység szül új szükségleteket, melyet a kiemelkedő teljesítményre való törekvés motivál. Ezért Marshall a termelés pénzbeni költségeit az emberi ténykedésre igyekszik visszavezetni, amit szubjektív aspektusból közelít meg. A költségeknek az ilyen alapon történő értelmezésével jutott el a közgazdaság-tudomány a reálköltség-elmélethez, mely szerint az egyes termelési tényezők kínálati ára azok az árak, amelyek szükségesek ahhoz, hogy az egyes tényezők bizonyos nagyságú kínálatát biztosítsák. A munkának mint termelési tényezőnek a kínálati ára Marshallnál a munkabér. Bár azt ő is észrevételezi, hogy a munka hosszú távú kínálati árát a munkaerő újratermelési költségei is befolyásolják. Ezzel a megállapításával túllép a munka kínálati árának szubjektív értelmezésén, ami csupán a munkás áldozatérzését jelölte meg mint a kínálati árat meghatározó tényezőt.
A reálköltségek másik eleme a tőkés erőfeszítéseinek a kínálati ára. Marshall ezalatt a tőkés várakozását érti, hogy nem költi el teljes jövedelmét, hanem megtakarít, s ezen megtakarítások jelentik a tőkeakkumuláció forrását. A kamat pedig a fogyasztás elhalasztásának az ösztönzője szerinte. A határtermelékenységi elméletben Marshall a termelési tényezők változó arányainak lehetséges volta mellett szállt síkra, hasonlóan Wicksteedhez és Wicksellhez. Szerinte is az arányok folyamatos változtatása során a mennyiségében növelt tényező egyre kisebb mértékben tudja a mennyiségében változatlan tényezőt helyettesíteni. A termelési tényezők együttes növelésének eredményeként megvalósuló nagybani termelés előnyét Marshall belső gazdaságosságnak nevezi. A munkabér a munkás jövedelme. Ennek nagysága a munka határterméke. A vállalkozó mindaddig hajlandó pótlólagos munkát bevonni a termelésbe, amíg az ennek révén elért bevételi növekmény nagyobb, mint a költségnövekmény. A pótlólagosan bevont munka egyéb járulékos költségekkel (anyag, energia, stb.) is jár, ezért Marshall a munka nettó határtermékének a bevételi növekménynek a és a járulékos költségeknek a különbözetét nevezi. Ebben a megfogalmazásban Marshall tagadja azokat a nézeteket, melyek szerint a határtermelékenység önmagában meghatározza a jövedelmek elosztását, de elfogadja, hogy tendenciózusan érvényesül a termelési tényezők határtermelékenységének és jövedelmének egyensúlya.
Marshall elismeri, hogy a tényezők adott mennyiségének feltételezése szükséges áruk meghatározásukhoz. Vagyis az adott mennyiséget a vállalkozó milyen áron hajlandó megvásárolni. Arra vonatkozóan, hogy a tényezők adott mennyiségét milyen áron kínálják Marshall szerint a tőkés áldozatvállalása határozza meg azáltal, hogy fogyasztása egy részéről lemond, megtakarít, s ezért kamatot kap. Bírálói – többek között Schumpeter – a kamatnak ezt a meghatározását nem fogadják el, mivel Marshall nem ad magyarázatot arra a kérdésre, hogy stacioner gazdaságban – egyszerű újratermelés esetén -, ahol a tőkének betudható értékrész csak a tőke pótlására elegendő, miért létezik kamat.

### Hozzájárulása az üzemgazdasághoz
A közgazdaság-tudomány arra is választ kívánt adni, hogy miként kell a tényezőket áraik adottsága mellett úgy kombinálni, hogy a termelési költség minimális legyen, s emellett igyekszik feltárni a költségek függőségének mikéntjét a termelés volumenétől. Marshall erre vonatkozóan különbséget tett rövid és hosszú időszakú költségfüggvény között. Rövid távon a felszerelést adottságnak tekintette. S az ő nyomán különbözteti meg az üzemgazdaság az állandó és változó költségeket. Állandó költségek alatt azok a ráfordítások értendők, melyek függetlenek a termelés volumenétől. A változó költségek viszont együtt mozognak a termelés mennyiségével. A határkölstégbe ezért rövid távon csak a változó költségek kerülnek be, de – s erre Marshall is utal – amennyiben az ár nem fedezi a változó költségek mellett hosszú távon az állandó költségeket is, akkor a vállalkozók a termelést lassan abbahagyják.
A vállalati tevékenység kínálatát befolyásolja a – Marshall által alkotott fogalom – külső gazdaságosság is. Ez alatt a vállalatok társadalmi kapcsolatai révén megvalósuló láthatatlan input értendő. Ennek prezentálására Dr.Mátyás Antal a következő példát írja le: „ha nő egy iparág termelése, az iparág növeli keresletét a szükséges termelési eszközök iránt. …ott is bővítik a termelést, ezzel a nagyüzemi termelésből fakadó előnyök érvényre jutnak, nő a skálahozadék, a termelési eszközöket olcsóbban lehet előállítani, a bővülő iparág olcsóbban jut hozzájuk, termelési költsége tehát csökken.”

### Hozzájárulása az egyensúlyi elmélethez
Az áralakulás egyensúlyi elmélete szerint az egyensúlyi ár ott van, ahol a keresett és kínált árumennyiség megegyezik a piacon. Ez a helyzet akkor következik be, amikor a rendelkezésre álló fogyasztási cikkeket és termelési tényezőket a fogyasztók és vállalkozók optimálisan használták fel. Ennek az állapotnak a bekövetkezését pedig a tiszta verseny garantálja. Marshall szerint ehhez az szükséges, hogy az átlagos termelési feltételekkel működő vállalat termelési költségei szabályozzák a piaci árat, amit ő a reprezentatív cég fogalmának bevezetésével igyekszik bizonyítani. Szerinte a vállalatoknak is van egy életciklusa, amiben a fiatal vállalatok növekvő hozadék és csökkenő költségek mellett növelik a termelésüket, míg az öreg vállalatoknál már csökken a hozadék és növekednek a  költségek. Ezért az öregedő vállalatok termelése csökken, a fiataloké pedig ugyanennyivel nő, s tiszta verseny mellett az átlagos életkorú, a reprezentatív vállalat költségei szabályozzák az árat.

### Hozzájárulása a pénzelmélethez
Marshall mint a cambridgei-i iskola alapítója, továbbá az iskolához tartozó Arthur Cecil Pigou és Dennis Robertson nevéhez fűződik a mennyiségi pénzelmélet sajátos változata. Ebben az árszínvonalat, azaz a pénz csereértékét a pénzkeresletnek a pénzkínálathoz való viszonyára építették, melyet emberi döntésekre vezettek vissza. Ezen döntéseket az előnykiegyenlítődés elve alapján igyekeztek megragadni, mely szerint az egyén a pénztartás előnyeit a pénz gyümölcsöző befektetéséből származó előnyökkel veti össze és ennek eredményétől függően dönt arról, hogy reáljövedelme mekkora hányadát tartsa pénztartalékként.